# 亞斯基
46°30′54″N 30°5′3″E / 46.51500°N 30.08417°E

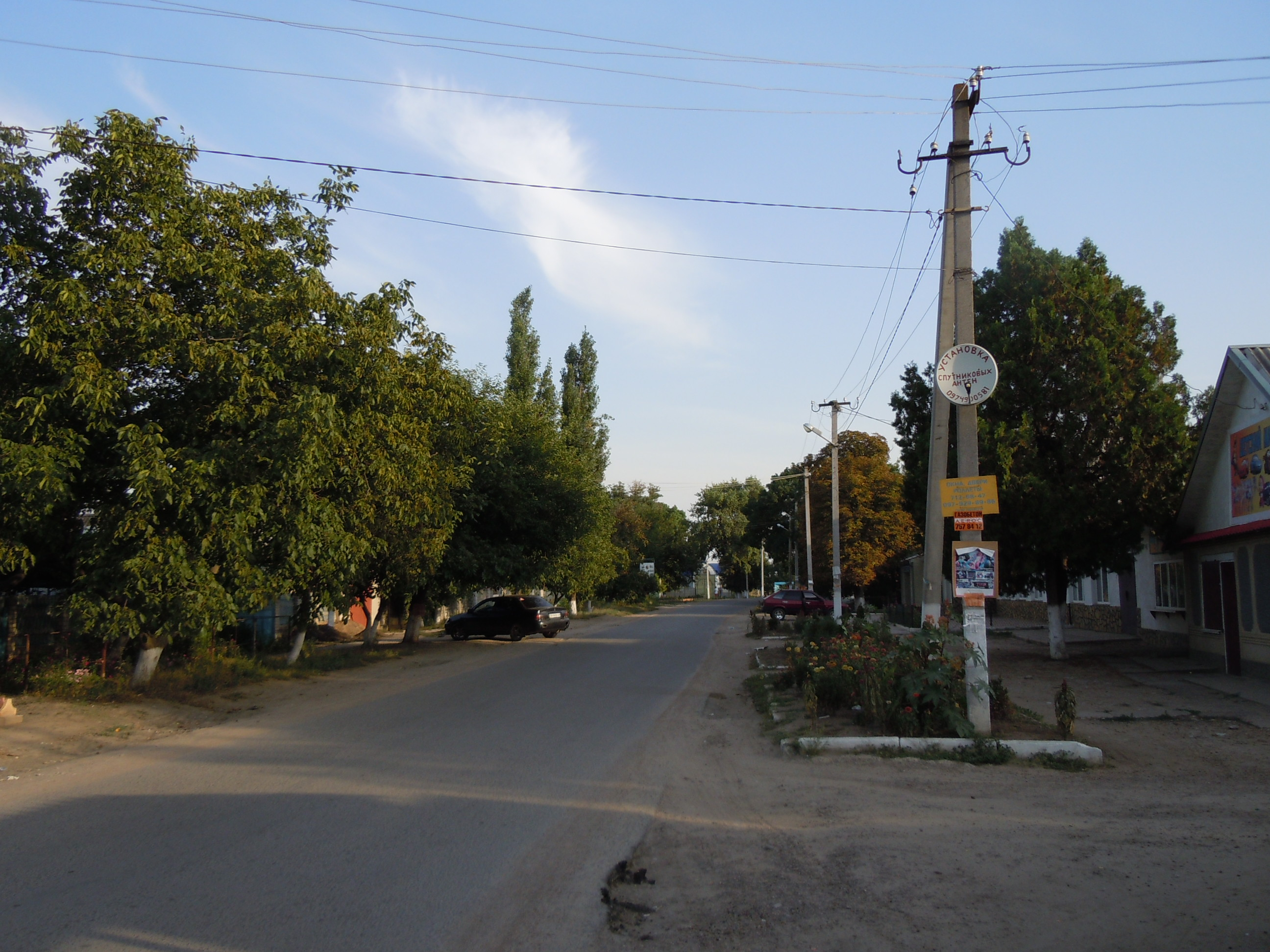

亞斯基（烏克蘭語：Яськи）是位於烏克蘭西南部的村莊，由敖德萨州敖德萨区的亞斯基市鎮負責管轄，並為該市鎮的行政中心。該村始建於1780年，面積8.52平方公里，海拔高度2米，2001年人口4,145，人口密度每平方公里486.5人。